# Roughing the Kicker

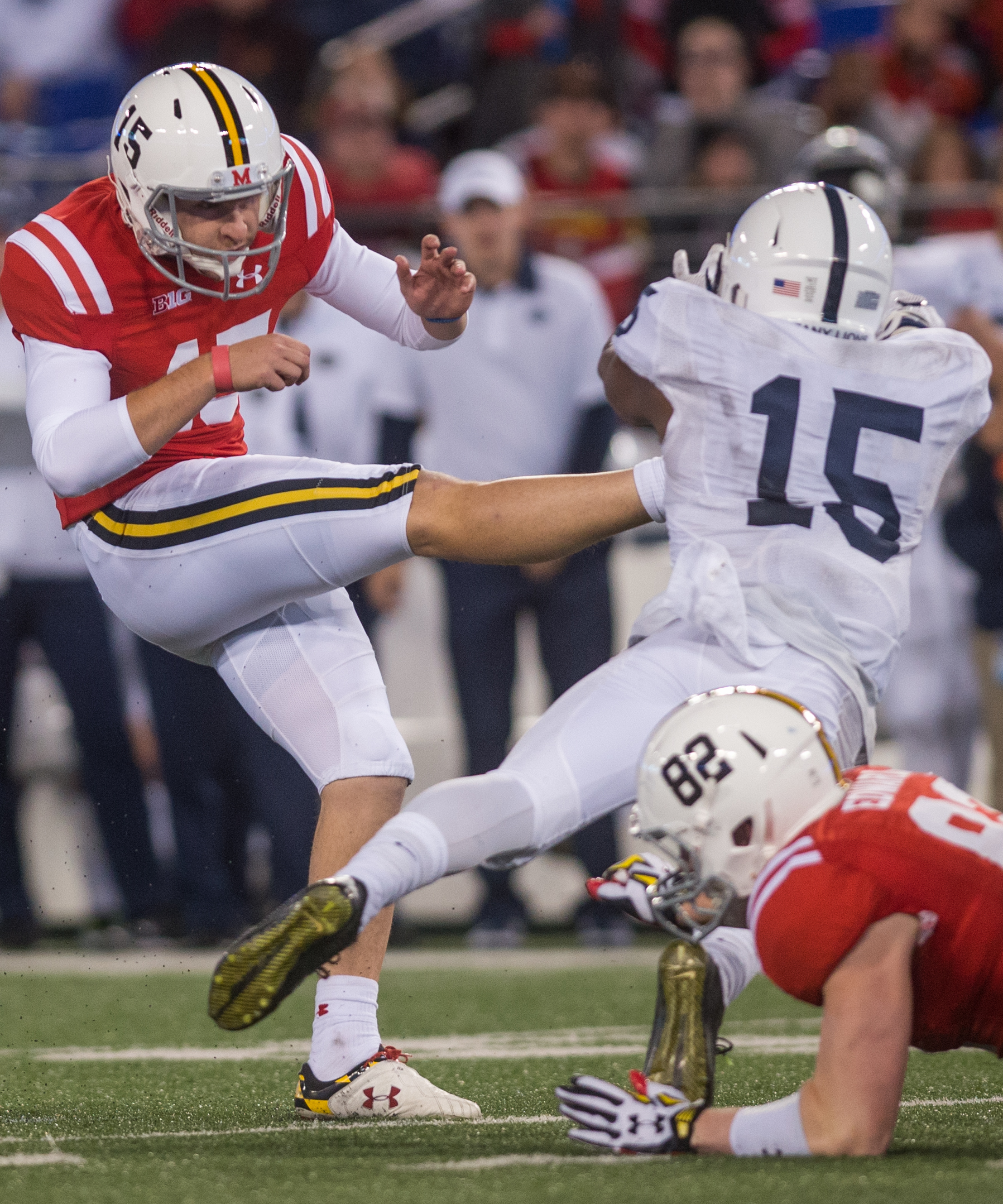
Der Verteidiger (weißes Trikot) hat den Ball verpasst und fliegt in das Schussbein des Kickers

Roughing the Kicker (englisch rohe Behandlung des Kickers) ist ein Regelverstoß im American Football, bei dem einem Verteidiger der Versuch einen Kick zu blocken misslang und er in diesem Bewegungsablauf den Kicker bzw. den Punter tackelt oder so gegen den Kicker läuft, dass Verletzungsgefahr für diesen besteht. Roughing the Kicker beinhaltet auch das Tackeln des Holders während eines Field-Goal-Versuches.
Bei einer unbeabsichtigten Berührung kann die mildere Strafe Running into the Kicker verhängt werden.
In der National Football League (NFL) verursacht ein Verteidiger ein Roughing the Kicker, wenn er:
(a) das Standbein des Kickers/Punters berührt, während das schießende Bein sich noch in der Luft befindet; oder
(b) in den Kicker/Punter rutscht oder tackelt, während dieser beide Füße auf dem Boden hat.
Es ist kein Foul, wenn der Kontakt nicht schwer war oder der Kicker/Punter mit beiden Füßen wieder den Boden berührte und über einen auf dem Boden liegenden Verteidiger fällt.
Die Strafe für ein solches Foul beträgt in den meisten Ligen 15 Yards und ein automatisches First Down. Findet die Aktion nach einem Punt statt, bei welchem die ballführende Mannschaft in der Regel ihren Ballbesitz aufgibt, so behält diese den Ballbesitz. Findet das Foul nach einem erfolgreichen Field Goal statt, so wird die Strafe auf den folgenden Kickoff angewandt, es sei denn, die gefoulte Mannschaft nimmt die Strafe an und versucht einen Touchdown zu erzielen.

Die Strafe für Roughing the Holder ist identisch.
Der Begriff Roughing the Kicker wurde seit 1914 vermehrt verwendet. Zuvor wurde es Running into the Fullback after the Kick. (dt. In den Fullback laufen nach dem Kick).
Seit 1917 wird die Strafe für Roughing the Kicker vom Ort des Snaps gemessen.